# Jabloň
Jabloň (ungarisch Tótalmád – bis 1907 Tótjablonya, auch Tótjablanya) ist eine Gemeinde im Osten der Slowakei mit 374 Einwohnern (Stand: 31. Dezember 2024), die zum Okres Humenné, einem Kreis des Prešovský kraj, gehört. Sie ist Teil der traditionellen Landschaft Zemplín.

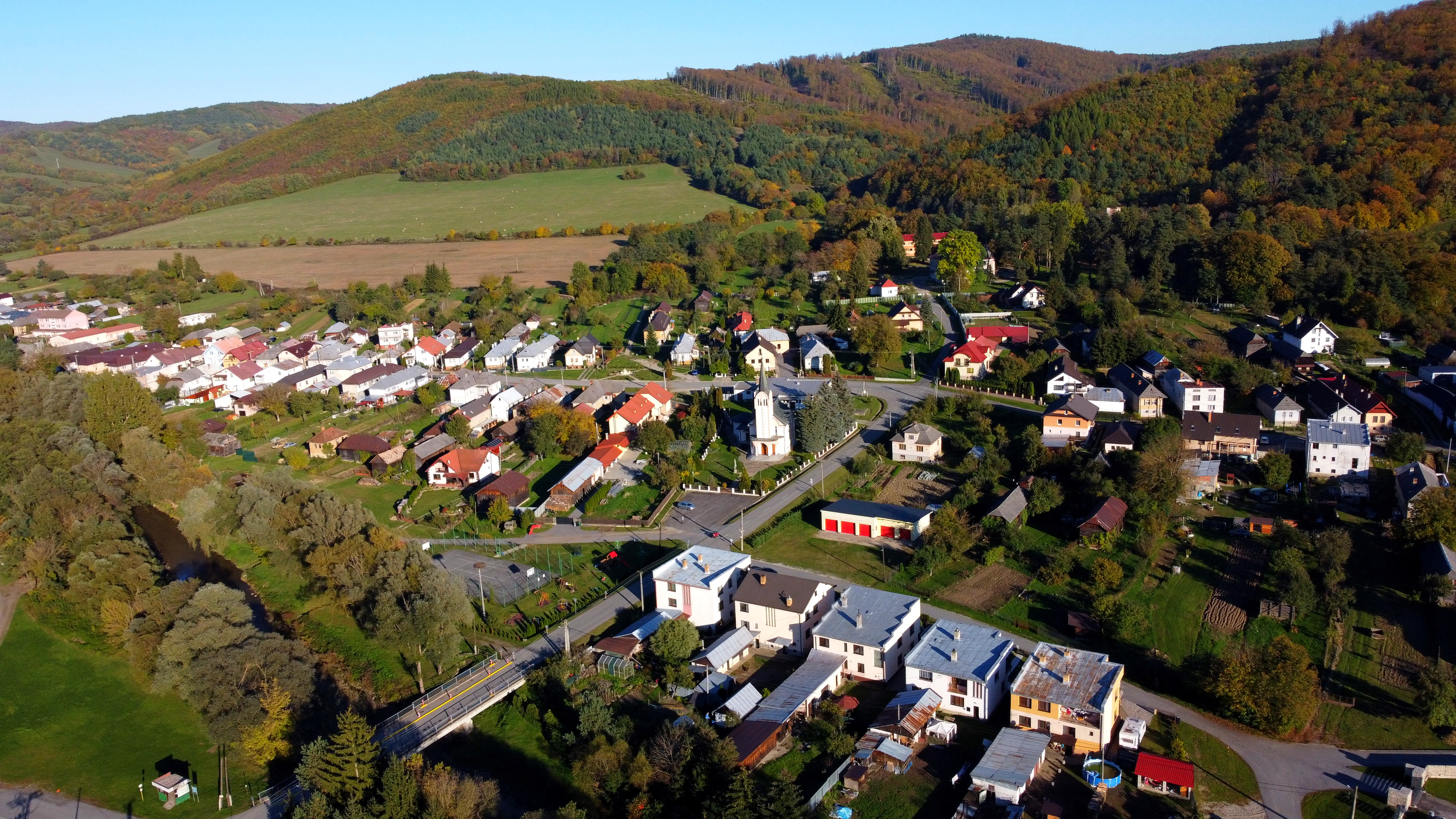
Blick zum Ort

## Geographie
Die Gemeinde befindet sich in den Niederen Beskiden im Bergland Laborecká vrchovina, am Unterlauf des kleinen Flusses Výrava, wo in ihn der linksufrige Bach Lipová mündet, kurz vor der Mündung als linksseitiger Zufluss des Laborec. Das Ortszentrum liegt auf einer Höhe von 200 m n.m. und ist 18 Kilometer von Humenné entfernt.
Nachbargemeinden sind Rokytov pri Humennom (Katastralgemeinden Zbudský Rokytov und Humenský Rokytov) im Norden und Nordosten, Slovenské Krivé im Osten, Zubné, Adidovce, Maškovce und Dedačov im Südosten, Koškovce im Süden und Südwesten und Zbudské Dlhé im Westen und Nordwesten.

## Geschichte
Jabloň wurde zum ersten Mal 1405 als Almag schriftlich erwähnt, weitere historische Bezeichnungen sind unter anderen Jablonya (1560), Jablona (1773) und Slovenská Jabloň (1808). Das Dorf war Teil des Drugeth'schen Herrschaftsgebiet von Humenné, im späten 16. Jahrhundert war es Besitz des Landadels, im 18. Jahrhundert der Familie Almássy, gefolgt von der Familie Malatinszky im 19. Jahrhundert. 1556 wurden sieben Porta verzeichnet, 1715 gab es eine Mühle und 16 Haushalte. 1787 hatte die Ortschaft 53 Häuser und 415 Einwohner, 1828 zählte man 54 Häuser und 417 Einwohner, die als Fuhrleute, Köhler und Viehzüchter tätig waren.
Bis 1918 gehörte der im Komitat Semplin liegende Ort zum Königreich Ungarn und kam danach zur Tschechoslowakei beziehungsweise heute Slowakei. In der Zeit der ersten tschechoslowakischen Republik waren die Einwohner auch als Hersteller von Holzwerkzeugen beschäftigt. Von 1940 bis 1942 besaß Hermann Göring das örtliche Großgut und die umliegenden Wälder. Nach dem Zweiten Weltkrieg pendelte ein Teil der Einwohner zur Arbeit nach Humenné und in die Einheitliche landwirtschaftliche Genossenschaft in Radvaň nad Laborcom, während andere als Waldarbeiter und privat organisierte Landwirte arbeiteten.

## Bevölkerung
| Jahr                | 1994 | 2004    | 2014    | 2024     |
| ------------------- | ---- | ------- | ------- | -------- |
| Anzahl der Personen | 476  | 455     | 420     | 374      |
| Unterschied         |      | −4,41 % | −7,69 % | −10,95 % |

| Jahr                | 2023 | 2024    |
| ------------------- | ---- | ------- |
| Anzahl der Personen | 378  | 374     |
| Unterschied         |      | −1,05 % |

Nach der Volkszählung 2011 wohnten in Jabloň 434 Einwohner, davon 424 Slowaken, drei Russinen sowie jeweils ein Rom und Ukrainer. Fünf Einwohner machten keine Angabe zur Ethnie.
362 Einwohner bekannten sich zur römisch-katholischen Kirche, 11 Einwohner zur griechisch-katholischen Kirche und zwei Einwohner zur orthodoxen Kirche. 52 Einwohner waren konfessionslos und bei sieben Einwohnern wurde die Konfession nicht ermittelt.

## Bauwerke und Denkmäler
- römisch-katholische Herz-Jesu-Kirche im neogotischen Stil aus dem Jahr 1937
- Landschloss im klassizistischen Stil und Park aus dem frühen 19. Jahrhundert
- jüdischer Friedhof

## Verkehr
Nahe Jabloň verläuft die Cesta II. triedy 559 („Straße 2. Ordnung“) von Humenné heraus und weiter nach Medzilaborce und Čertižné, in den Ort führt von ihr die Cesta III. triedy 3846 („Straße 3. Ordnung“) mit weiterer Führung nach Rokytov pri Humennom und Zbojné bis zur Kreuzung mit der Cesta II. triedy 567, sowie die Cesta III. triedy 3847 nach Slovenské Krivé. Der nächste Bahnanschluss ist in Koškovce an der Bahnstrecke Michaľany–Łupków.

## Söhne und Töchter der Gemeinde
- Michal Gazdík (* 1951), Schauspieler